# Colonia San Francisco, Michoacán de Ocampo
Colonia San Francisco är en ort i Mexiko.   Den ligger i kommunen Indaparapeo och delstaten Michoacán de Ocampo, i den södra delen av landet, 200 km väster om huvudstaden Mexico City. Colonia San Francisco ligger 1 841 meter över havet och antalet invånare är 367.
Terrängen runt Colonia San Francisco är en högslätt. Runt Colonia San Francisco är det ganska tätbefolkat, med 78 invånare per kvadratkilometer. Närmaste större samhälle är Zinapécuaro, 15,4 km öster om Colonia San Francisco. Trakten runt Colonia San Francisco består till största delen av jordbruksmark.